# Ryszard Kamiński (urzędnik państwowy)
Ryszard Kamiński (ur. 22 sierpnia 1965 w Bydgoszczy) – polski urzędnik państwowy, rolnik i specjalista zarządzania, doktor nauk humanistycznych, w latach 2019–2021 podsekretarz stanu w Ministerstwie Rolnictwa i Rozwoju Wsi.

## Życiorys
Studiował na Akademii Rolniczo-Technicznej w Bydgoszczy (magister inżynier zootechniki, 1990) i Uniwersytecie Jagiellońskim (magisterium na Wydziale Zarządzania i Komunikacji Społecznej UJ, 2002). Kształcił się też podyplomowo na Uniwersytecie Mikołaja Kopernika w Toruniu w zakresie socjologii wsi. W 2012 obronił na UJ doktorat nauk humanistycznych (specjalność nauki o zarządzaniu) na podstawie pracy pt. „Wiejskie organizacje wspierania przedsiębiorczości jako czynnik lokalnego rozwoju ekonomicznego” (promotorka: Grażyna Prawelska-Skrzypek). W pracy naukowej zajmował się m.in. zarządzaniem obszarami wiejskimi, aktywnością społeczności lokalnych oraz działaniami oddolnymi na wsi. Był adiunktem (2003–2015) w Instytucie Rozwoju Wsi i Rolnictwa PAN.
Od 1992 do 2000 kierował Fundacją Spółdzielczości Wiejskiej, Regionalnym Ośrodkiem Usług Spółdzielczych w Bydgoszczy. Później pracował jako szef Stowarzyszenia Rozwoju Regionalnego Partner i prowadził przedsiębiorstwo konsultingowe. W latach 2006–2019 pracownik Kujawsko-Pomorskiego Ośrodka Doradztwa Rolniczego w Minikowie, w którym od 2017 do 2019 pozostawał dyrektorem. Zajął się prowadzeniem własnego gospodarstwa rolnego. Pracował też przy projektach badawczych i nadzorowaniu wydatków z funduszy europejskich oraz jako ekspert Europejskiej Sieci Obszarów Wiejskich w Brukseli. Przez kilkanaście lat kierował Forum Aktywizacji Obszarów Wiejskich, działał też m.in. w Fundacji Wspomagania Wsi.
19 grudnia 2019 został powołany na stanowisko podsekretarza stanu w Ministerstwie Rolnictwa i Rozwoju Wsi, odpowiedzialnego m.in. za rozwój obszarów wiejskich, mechanizmy wspólnej polityki rolnej, naukę i doradztwo rolnicze. We wrześniu 2021 odszedł z rządu, jednocześnie w październiku tego samego roku został dyrektorem Kujawsko-Pomorskiego Ośrodka Doradztwa Rolniczego w Minikowie, zastępując Ryszarda Zarudzkiego.

## Odznaczenia
Został odznaczony m.in. Złotym Krzyżem Zasługi (2014), Medalem Srebrnym za Długoletnią Służbę (2016) i Odznaką honorową „Zasłużony dla Rolnictwa” (2016).